# Футахагуро Кодзи
Футахагуро Кодзи (яп. 双羽黒光司, настоящее имя Кодзи Китао, род. 12 августа 1963, Цу, префектура Миэ, Япония — 10 февраля 2019, Япония ) — японский профессиональный сумоист и рестлер, 60-й ёкодзуна в истории сумо. Единственный ёкодзуна после введения современной системы соревнований, не выигравший ни одного Императорского кубка. В конце 1987 года был изгнан из сумо за ссору с тренером (ояката) и рукоприкладство в отношении его жены.
В 1996 году принимал участие в турнире UFC 9.

## Результаты с дебюта в макуути
| Год в сумо | Январь Хацу басё, Токио            | Март Хару басё, Осака   | Май Нацу басё, Токио  | Июль Нагоя басё, Нагоя        | Сентябрь Аки басё, Токио | Ноябрь Кюсю басё, Фукуока  |
| --- | ---------------------------------- | ----------------------- | --------------------- | ----------------------------- | ------------------------ | -------------------------- |
| 1984 | x                                  | x                       | x                     | x                             | Маэгасира #8 востока 8–7 | Маэгасира #3 запада 8–7 В★ |
| 1985 | Комусуби запада 10–5 Т             | Комусуби востока 10–5 В | Сэкивакэ запада 6–6–3 | Маэгасира #1 востока 12–3 ВТ★ | Сэкивакэ запада 11–4 В   | Сэкивакэ востока 12–3 В    |
| 1986 | Одзэки #2 востока 10–5             | Одзэки запада 10–5      | Одзэки востока 12–3   | Одзэки востока 14–1–P         | Ёкодзуна запада 3–4–8    | Ёкодзуна запада 12–3       |
| 1987 | Ёкодзуна запада 12–3–P             | Ёкодзуна запада 7–3–5   | Ёкодзуна запада 10–5  | Ёкодзуна запада 8–7           | Ёкодзуна #2 востока 9–6  | Ёкодзуна #2 запада 13–2    |
| 1988 | Ёкодзуна #2 востока Отставка 0–0–0 | x                       | x                     | x                             | x                        | x                          |
| Результат приведен как победил-проиграл-снялся Победа Малый кубок Отставка Не выступал в макуути Специальные призы: Д=За боевой дух (Канто-сё); В=За выдающееся выступление (Сюкун-сё); Т=За техническое совершество (Гино-сё) Ещё показаны: ★=Кимбоси; P=Участие в дополнительном финале Лиги: Макуути — Дзюрё — Макусита — Сандаммэ — Дзёнидан — Дзёнокути Ранги макуути: Ёкодзуна — Одзэки — Сэкивакэ — Комусуби — Маэгасира |                                    |                         |                       |                               |                          |                            |

## Личная жизнь и смерть
В 1996 году появился в фильме Жан-Клод Ван Дамма «В поисках приключений», где сыграл представителя Японии, сумоиста.
В 2013 году у бойца диагностировали болезнь почек.
29 марта 2019 года жена бойца сообщила, что 10 февраля он скончался от хронической болезни почек в возрасте 55 лет.